# Дубовий праліс (заповідне урочище, Хотинський район)
Дубо́вий пралі́с — заповідне урочище місцевого значення в Україні. Розташоване в межах Хотинського району Чернівецької області, на північний захід від села Корнешти. 
Площа 13 га. Статус присвоєно згідно з рішенням облвиконкому від 30.05.1979 року № 198. Перебуває у віданні ДП «Хотинський лісгосп» (Рухотинське л-во, кв. 33, вид. 5). 
Статус присвоєно для збереження частини лісового масиву з буково-дубовими насадженнями (з перевагою дуба) віком 210 років.